# 走向复兴
《走向复兴》是中共深圳市委宣传部推出的向中华人民共和国成立60周年献礼的进行曲，内容旨在表现中华民族艰辛跋涉、迈向未来的信念。歌曲由印青作曲，李维福作词。歌曲推出后获得多方好评，并被多个大型活动选用。

## 创作背景
作词者李维福用了三个月的时间来创作第一版的歌词，最初将歌曲起名为《复兴之路》并写成了颂歌的形式。然而，印青看到歌词后认为其“力度”不够，不能表现出从压迫中解放、建国六十周年的自豪感。随后，李维福对歌词进行了“上百次的修改”，意图表现出中国人民的豪迈气概。他将歌词分为“虚实”两个部分，实部主打建国六十周年的成就，虚部侧重中华民族的五千年历史，认为“虚实结合的方式使得歌曲的角度更广阔，更有助于情感的表达”。曾为《天路》、《走进新时代》作曲的印青很满意李维福最终创作出的歌词，认为其表现出了中华民族不畏艰辛、迈向未来的信念，并在歌词的基础之上谱了曲。
印青在歌曲的创作过程中曾考虑过包括流行乐、爵士乐等多种不同的风格，前后修改并反复推敲了一个月，最终才敲定了目前的版本。在接受《北京日报》采访时，印青称其曾为《走向复兴》创作过多个版本——最开始的音乐小样充满了“摇滚范儿”，但印青思前想去觉得既然是为了建国六十周年创作、表达中华民族复兴主题的作品，应当表达出历史的厚重感。印青旋即写就了歌曲当前流通的版本，改为采用进行曲的风格，去掉了“浮躁感”，也不再偏重“情绪的宣泄”，而是更倾向“表达中华民族忍辱负重走向复兴的艰辛跋涉之路”，“更符合中华民族的性格，也与老百姓内心的情感契合”。此外，《走向复兴》也填补了“自《五星红旗》、《歌唱祖国》、《我们走在大路上》”之后进行曲风格的空窗期。
2009年《走向复兴》创作完成后，深圳市委宣传部对作品进行了有计划的推广。在该年9月18日的国庆群众游行彩排上，游行指挥部临时决定增加《走向复兴》作为表演歌曲。

## 歌曲使用
《走向复兴》被大型音乐舞蹈史诗《复兴之路》以及2009年的中华人民共和国建国60周年国庆天安门群众游行、晚会选为压轴曲目。2010年，戴玉强、殷秀梅在2010年中央电视台的春节联欢晚会零点倒计时前演唱了《走向复兴》。2011年在深圳举办的第26届世界大学生夏季运动会开幕式期间，国旗护卫队员托着中国国旗出旗时的背景音乐即为《走向复兴》。同年，该歌曲成为中国共产党成立90周年文艺晚会《我们的旗帜》的压轴曲目。
2018年，李维福将自己作词的手稿赠与深圳博物馆。

## 评价
《深圳商报》评论认为，《走向复兴》“充满着一种昂扬向上的自信”。曾任广东省省委书记的李长春在一次社区访问中称赞《走向复兴》“歌词写出了当代中国人的志气，充分体现了当代中华民族的主旋律，曲子也作得非常好，铿锵有力。”在“唱响中国——群众最喜爱的新创作歌曲”评选活动中，组委会累计收到18132首歌曲，而《走向复兴》成为了最终入围的36首歌曲之一。评论家李准认为，歌曲“在诗情画意与哲理性上实现了有机结合”，“对我们的时代精神进行了艺术地概括”。中国艺术研究院研究员薛艺兵认为，《走向复兴》在政治、艺术的标准上达到了统一。《羊城晚报》报道称，该曲问世后“大受欢迎”，很多人表示该曲“旋律沉稳有力、激扬向上，又简洁明快、朗朗上口”，“唱得让人浑身有力气”。时任深圳市委常委、宣传部长的王京生称赞歌曲曲调积极向上，歌词鼓舞人心，充满了“爱国热情”和“革命英雄主义、乐观主义精神”，传递了中华民族国富民强的愿望，反映着中国崛起的时代精神，是中国近现代兴衰的“文化自信和民族自信”。
《走向复兴》获第十二届精神文明建设“五个一工程”奖。